# Memorial Van Damme 2024
Il Memorial Van Damme 2024 è stata la 48ª edizione del annuale meeting di atletica leggera, quindicesima tappa, nonché "finale" del circuito Diamond League 2024. Le competizioni hanno avuto luogo il 13 e 14 settembre 2024, presso lo Stadio Re Baldovino a Bruxelles, in Belgio.

## Programma[1]

### Giorno 1
| # | Orario | Specialità         |
| - | ------ | ------------------ |
| 1 | 19:17  | Salto in lungo     |
| 2 | 19:45  | Salto con l'asta   |
| 3 | 20:17  | 100 metri piani    |
| 4 | 20:28  | 110 metri ostacoli |
| 5 | 20:35  | Lancio del disco   |
| 6 | 20:37  | 5000 metri piani   |
| 7 | 21:09  | 3000 metri siepi   |
| 8 | 21:29  | 1500 metri piani   |
| 9 | 21:52  | 400 metri piani    |

| # | Orario | Specialità       |
| - | ------ | ---------------- |
| 1 | 19:11  | Lancio del disco |
| 2 | 19:43  | Getto del peso   |
| 3 | 20:04  | 400 metri piani  |
| 4 | 20:29  | Salto in alto    |
| 5 | 20:52  | Salto triplo     |
| 6 | 21:01  | 100 metri piani  |
| 7 | 21:40  | 800 metri piani  |

### Giorno 2
| # | Orario | Specialità             |
| - | ------ | ---------------------- |
| 1 | 19:28  | Salto triplo           |
| 2 | 19:32  | Getto del peso         |
| 3 | 20:04  | 400 metri ostacoli     |
| 4 | 20:20  | Salto in alto          |
| 5 | 20:22  | Lancio del giavellotto |
| 6 | 21:07  | 200 metri piani        |
| 7 | 21:40  | 800 metri piani        |

| # | Orario | Specialità             |
| - | ------ | ---------------------- |
| 1 | 18:52  | Lancio del giavellotto |
| 2 | 19:51  | Salto con l'asta       |
| 3 | 20:17  | 200 metri piani        |
| 4 | 20:27  | 3000 metri siepi       |
| 5 | 20:46  | 100 metri ostacoli     |
| 6 | 20:52  | Salto in lungo         |
| 7 | 20:54  | 1500 metri piani       |
| 8 | 21:18  | 5000 metri piani       |
| 9 | 21:52  | 400 metri ostacoli     |

     Specialità valide per la Diamond League

## Risultati
Di seguito i primi tre classificati di ogni specialità.

### Uomini
| Specialità             | 1º classificato    | Prestazione | 2º classificato     | Prestazione | 3º classificato       | Prestazione |
| 100 m                  | Ackeem Blake       | 9"93        | Christian Coleman   | 10"00       | Fred Kerley           | 10"01       |
| 200 m                  | Kenneth Bednarek   | 19"67       | Letsile Tebogo      | 19"80       | Alexander Ogando      | 19"97       |
| 400 m                  | Charlie Dobson     | 44"49       | Kirani James        | 44"63       | Muzala Samukonga      | 44"69       |
| 800 m                  | Emmanuel Wanyonyi  | 1'42"70     | Djamel Sedjati      | 1'42"86     | Marco Arop            | 1'43"25     |
| 1500 m                 | Jakob Ingebrigtsen | 3'30"37     | Timothy Cheruiyot   | 3'30"93     | Cole Hocker           | 3'30"94     |
| 5000 m                 | Berihu Aregawi     | 12'43"66    | Hagos Gebrhiwet     | 12'44"25    | Telahun Haile Bekele  | 12'45"63    |
| 110 m hs               | Sasha Zhoya        | 13"16       | Lorenzo Simonelli   | 13"22       | Freddie Crittenden    | 13"24       |
| 400 m hs               | Alison dos Santos  | 47"93       | Abderrahman Samba   | 48"20       | Rasmus Mägi           | 48"26       |
| 3000 m siepi           | Amos Serem         | 8'06"90     | Soufiane El Bakkali | 8'08.60     | Mohamed Amin Jhinaoui | 8'09"93     |
| Salto in lungo         | Tajay Gayle        | 8,28 m      | Simon Ehammer       | 8,16 m      | Miltiadis Tentoglou   | 8,15 m      |
| Salto triplo           | Pedro Pichardo     | 17,33 m     | Max Heß             | 17,20 m     | Hugues Fabrice Zango  | 17,05 m     |
| Salto in alto          | Gianmarco Tamberi  | 2,34 m      | Oleh Doroshchuk     | 2,31 m =    | Woo Sang-hyeok        | 2,25 m      |
| Salto con l'asta       | Armand Duplantis   | 6,11 m      | Emmanouil Karalis   | 5,82 m      | Ben Broeders          | 5,82 m =    |
| Getto del peso         | Leonardo Fabbri    | 22,98 m     | Ryan Crouser        | 22,79 m     | Rajindra Campbell     | 21,95 m     |
| Lancio del disco       | Matthew Denny      | 69,96 m     | Mykolas Alekna      | 68,86 m     | Lukas Weißhaidinger   | 66,52 m     |
| Lancio del giavellotto | Anderson Peters    | 87,87 m     | Neeraj Chopra       | 87,86 m     | Julian Weber          | 85,92 m     |

     Prestazione che stabilisce il nuovo record del meeting.

### Donne
| Specialità             | 1º classificato         | Prestazione | 2º classificato   | Prestazione | 3º classificato      | Prestazione |
| 100 m                  | Julien Alfred           | 10"88       | Dina Asher-Smith  | 10"92       | Marie-Josée Ta Lou   | 11"05       |
| 200 m                  | Brittany Brown          | 22"20       | Daryll Neita      | 22"45       | Anavia Battle        | 22"61       |
| 400 m                  | Marileidy Paulino       | 49"45       | Alexis Holmes     | 50"32       | Rhasidat Adeleke     | 50"96       |
| 800 m                  | Mary Moraa              | 1'56"56     | Georgia Bell      | 1'57"50     | Natoya Goule-Toppin  | 1'58"94     |
| 1500 m                 | Faith Kipyegon          | 3'54"75     | Diribe Welteji    | 3'55"25     | Jessica Hull         | 3'56"99     |
| 5000 m                 | Beatrice Chebet         | 14'09"82    | Medina Eisa       | 14'21"89    | Fotyen Tesfay        | 14'28"53    |
| 100 m hs               | Jasmine Camacho-Quinn   | 12"39       | Nadine Visser     | 12"54       | Ackera Nugent        | 12"55       |
| 400 m hs               | Femke Bol               | 52"45       | Anna Cockrell     | 53"71       | Shiann Salmon        | 53"99       |
| 3000 m siepi           | Faith Cherotich         | 9'02"36     | Winfred Yavi      | 9'02"87     | Peruth Chemutai      | 9'07"60     |
| Salto in lungo         | Larissa Iapichino       | 6,80 m      | Monae' Nichols    | 6,68 m      | Jasmine Moore        | 6,61 m      |
| Salto triplo           | Leyanis Pérez Hernández | 14,37 m     | Shanieka Ricketts | 14,22 m     | Ackelia Smith        | 14,11 m     |
| Salto in alto          | Jaroslava Mahučich      | 1,97 m      | Nicola Olyslagers | 1,97 m      | Iryna Heraščenko     | 1,92 m      |
| Salto con l'asta       | Nina Kennedy            | 4,88 m      | Sandi Morris      | 4,80 m      | Alysha Newman        | 4,80 m      |
| Getto del peso         | Sarah Mitton            | 20,25 m     | Chase Jackson     | 19,90 m     | Yemisi Ogunleye      | 19,72 m     |
| Lancio del disco       | Valarie Allman          | 68,47 m     | Feng Bin          | 67,49 m     | Yaime Pérez          | 66,96 m     |
| Lancio del giavellotto | Haruka Kitaguchi        | 66,13 m     | Adriana Vilagoš   | 65,23 m     | Maggie Malone-Hardin | 62,40 m     |

     Prestazione che stabilisce il nuovo record del meeting.